# Мухамед ибн Сауд
Мухаммад ибн Сауд (арап. محمد بن سعود بن محمد ال مقرن, Мухамад ибн Сауд ел Мукрин; 1687–1765) је био племенски вођа и први имам саудијске династије од 1735. до 1765. године.  Његова владавина је трајала између 1727. и 1765. године.

## Биографија
Мухамедов отац Сауд био је Емир Дираџа (1720–1725). Упркос томе што је именован за престолонаследника, Мухамеда је првобитно збацио са власти његов рођак, Саид. Тек након његовог убиства Саида 1735. могао је да преузме власт.
Када је Мухамед ибн Абдул Вахаб дошао у Дираџа 1744.   године, Мухамед ибн Сауд је следио његово учење и подржао његово ширење. То је био и резултат војних успеха у борби за превласт у Наџду у централној Арабији. Као резултат рата који су саудијске вехабије водиле у име „правог ислама“ против наводно „неверних“ племена, успели су да стекну контролу над великим деловима Наџда.
Отприлике 1750. Мухамед је препустио вођство свом сину Абдулазиз ибн Мухамед. Међутим, било је и застоја, вехабије су претрпеле тежак пораз против племена Наџран 1764. године. Мухамед ибн Сауд је умро 1765. Његов син Абдулазиз ибн Мухамед ел Сауд је могао без проблема да преузме власт (1765-1803), чему је свакако допринела подршка Мухамеда ибн Абдул Вахаба.
Начин на који је поставио своју владу служио је као модел за владаре династије Сауд до данас. Влада је била заснована на исламским принципима и користила је суне. Владао је емиратом до своје смрти 1765. У време његове смрти већина народа Наџда и сви они који су живели у јужном Наџду били су присталице вехабизма. Османлије, су увиделе да се њихов посед на Арабијском полуострву смањује, а њихов верски ауторитет доведен у питање, одлучили су да реагују и 1811. године, наложили су египатском кедиву Мехмед Али да оконча освајања. Тиме су привремено прекинути владавину династије Сауда падом Дираџа 8. новембра 1818. године након чега су одрубили главу четвртом саудијском имаму, Мухамед ибн Саудовом праунуку, Абдулах ибн Сауду.